# Iris (trein)

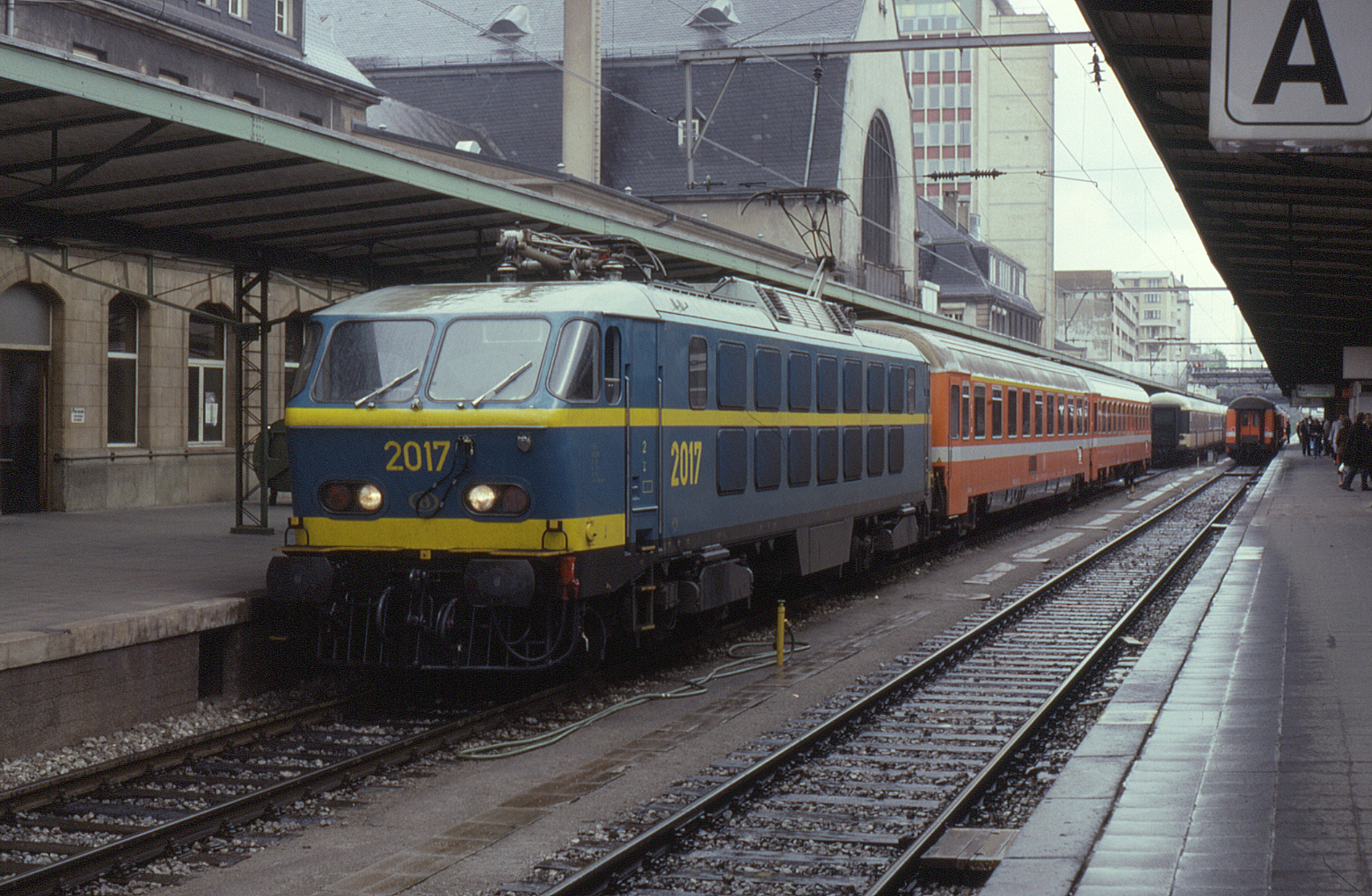
Iris in het station van Luxemburg op 10 juni 1991

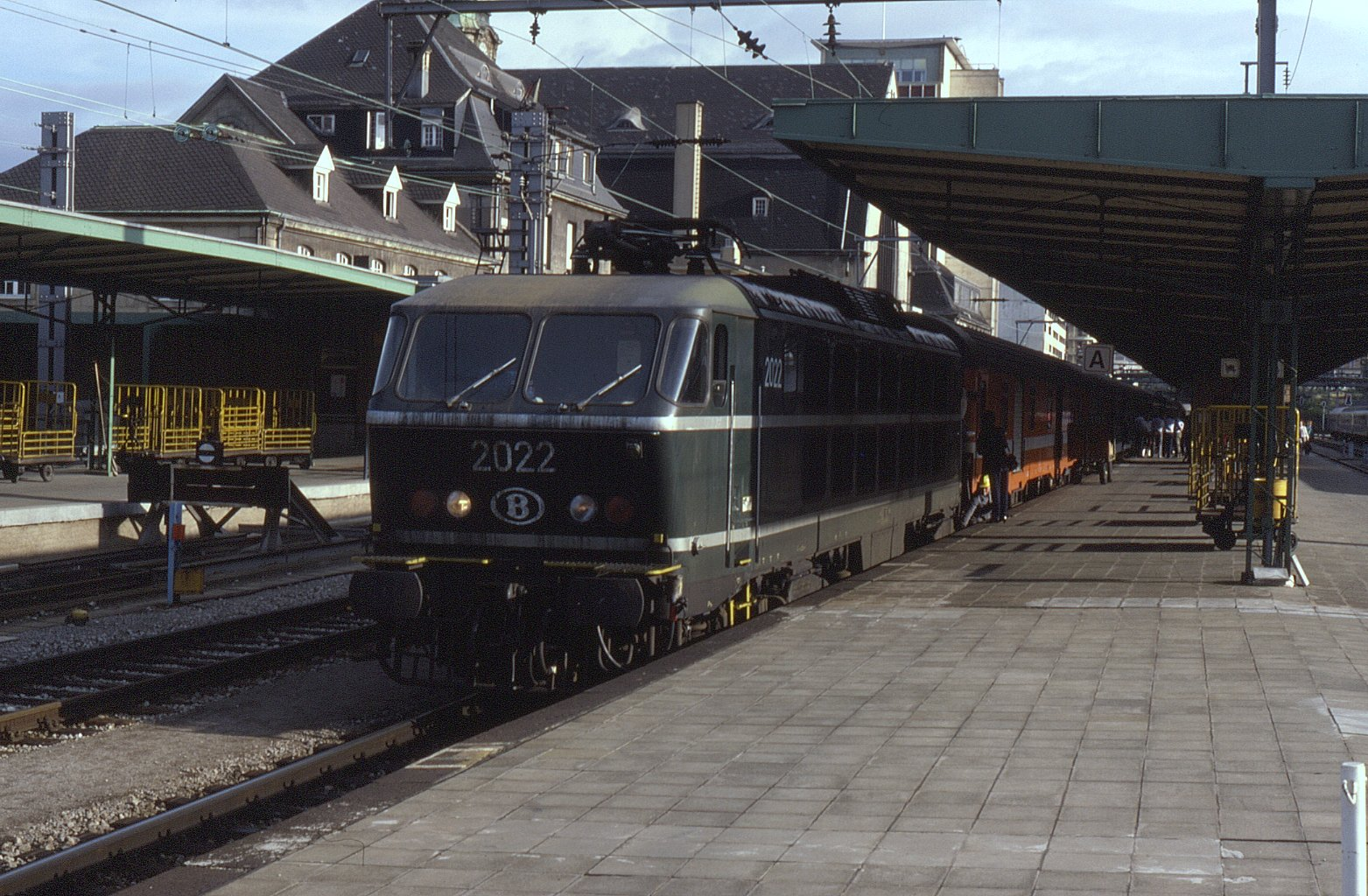
De Iris op 12 september 1987 in Luxemburg

De Iris was een Europese internationale trein voor de verbinding Brussel - Zürich. De Iris is, net als tegenligger Edelweiss, genoemd naar een plaatselijke bloem. De Gele lis (Iris) was wijdverspreid in de Zenne-vallei waar Brussel in ligt. Het Brussels Hoofdstedelijk Gewest gebruikt de iris sinds 1991 als embleem.

## Geschiedenis
De Iris is in 1974 aan het TEE-net toegevoegd toen de TEE Edelweiss werd ingekort tot Brussel. Het betreft de "spiegel" van de Edelweiss. De capaciteit op de route tussen de Europese instellingen (Brussel, Luxemburg en Straatsburg) werd hiermee verdubbeld. De Iris vertrok 's morgens uit Brussel en 's middags uit Zürich, terwijl de Edelweiss 's morgens uit Zürich vertrok en 's middags uit Brussel.
Toen in 1987 het EuroCity-net van start ging, waarin ook tweedeklasrijtuigen zijn toegestaan, is de Iris daarin opgenomen. De Iris reed sindsdien met Belgische rijtuigen van en tot Bazel.

## Trans Europ Express

### Rollend materieel
De treindienst werd vanaf mei 1974 tot 30 mei 1981 verzorgd door de meersysteemtreinstellen van de SBB.

### Route en dienstregeling
Op 28 mei 1974 kwam de TEE Iris in dienst die met een spiegelbeeldige dienstregeling ten opzichte van de Edelweiss ging rijden. De  Iris uit Zürich kreeg nummer TEE 92 en uit Brussel TEE 91. De Edelweiss uit Zürich kreeg nummer TEE 90 en uit Brussel TEE 93.
| TEE 91 | TEE 93 | land        | station              | km  | TEE 90 | TEE 92 |
| ------ | ------ | ----------- | -------------------- | --- | ------ | ------ |
| 07:01  | 16:13  | België      | Brussel Zuid         | 0   | 14:04  | 22:34  |
|        |        | België      | Brussel Noord        | 6   |        |        |
|        |        | België      | Brussel Leopoldswijk | 13  |        |        |
|        |        | België      | Namur                | 68  |        |        |
|        |        | België      | Arlon                | 206 |        |        |
|        |        | Luxemburg   | Luxembourg           | 233 |        |        |
|        |        | Frankrijk   | Thionville           | 266 |        |        |
|        |        | Frankrijk   | Metz Ville           | 296 |        |        |
|        |        | Frankrijk   | Strasbourg-Ville     | 455 |        |        |
|        |        | Frankrijk   | Colmar               | 520 |        |        |
|        |        | Frankrijk   | Mulhouse             | 561 |        |        |
|        |        | Zwitserland | Basel                | 595 |        |        |
| 13:54  | 23:11  | Zwitserland | Zürich               | 683 | 07:05  | 15:37  |

Vanaf 27 mei 1979 werd door TEE 92 ook gestopt in Baden. Op 30 mei 1981 is de Iris overgeschakeld op getrokken rijtuigen, zowel eerste als tweede klas.

## InterCity
Omdat de trein door de toevoeging van tweedeklasrijtuigen niet meer aan de TEE-eisen voldeed is de dienst voortgezet als IC 394, 395. De trein was samengesteld uit SBB Eurofima Z1-rijtuigen.

## EuroCity
De Iris werd op 31 mei 1987 met de nummers EC 94 (Chur - Brussel) en EC 95 (Brussel - Chur) in het EuroCity-net opgenomen. Hierbij werd dezelfde route aangehouden als de Intercity. Later zijn de treinnummers met twee verhoogd.

### Route en dienstregeling
| EC 96 | land        | station              | km  | EC 97 |
| ----- | ----------- | -------------------- | --- | ----- |
| 10:23 | Zwitserland | Chur                 | 0   | 21:49 |
| 10:34 | Zwitserland | Landquart            | 14  | 21:35 |
| **:** | Zwitserland | Maienfeld            | 19  |       |
| **:** | Zwitserland | Bad Ragaz            | 21  |       |
|       | Zwitserland | Sargans              | 27  |       |
| **:** | Zwitserland | Ziegelbrücke         | 60  |       |
| **:** | Zwitserland | Pfäffikon            | 83  |       |
| **:** | Zwitserland | Wädenswil            | 93  |       |
| 11:50 | Zwitserland | ZürichHB             | 117 | 19:45 |
| 12:16 | Zwitserland | Baden (Aargau)       | 139 | **:** |
|       | Zwitserland | Lenzburg             | 154 | **:** |
|       | Zwitserland | Aarau                | 166 | **:** |
|       | Zwitserland | Sissach              | 184 | **:** |
|       | Zwitserland | Liestal              | 191 | **:** |
| 13:06 | Zwitserland | Basel                | 205 | 18:25 |
|       | Frankrijk   | Mulhouse             | 239 |       |
|       | Frankrijk   | Colmar               | 280 |       |
| 14:44 | Frankrijk   | Strasbourg-Ville     | 345 | 17:08 |
| 16:02 | Frankrijk   | Metz Ville           | 504 | 15:40 |
| 16:24 | Frankrijk   | Thionville           | 534 | 15:22 |
| 16:49 | Luxemburg   | Luxembourg           | 567 | 14:49 |
| 17:18 | België      | Arlon                | 594 | 14:30 |
| **:** | België      | Libramont            |     |       |
| 18:37 | België      | Namur                | 732 | 13:12 |
| 19:10 | België      | Brussel Leopoldswijk | 787 | 12:38 |
| 19:20 | België      | Brussel Noord        | 794 | 12:28 |
| 19:26 | België      | Brussel Zuid         | 800 | 12:20 |

### Einde
Op 14 maart 2016 werd bekendgemaakt dat de EuroCity-treinen Iris en Vauban geschrapt zouden worden. De laatste jaren vertrok de trein vanuit Bazel in plaats van Zürich en werden er stops in kleine plaatsen toegevoegd waardoor de reistijd tussen Bazel en Brussel was opgelopen tot meer dan zeven uur. De laatste treinen stopten naast de klassieke stops ook in Ottignies, Gembloux, Ciney, Marloie, Jemelle, Libramont, Marbehan in België en Sélestat in Frankrijk.
De NMBS was, net als de CFL, voorstander om de trein te behouden, maar de afwerking van de hogesnelheidslijn LGV Est tussen Parijs en Straatsburg maakte het behoud van de trein niet langer interessant voor de andere partner(s). Ter vervanging is er een hst-verbinding Brussel - Straatsburg via Parijs gelanceerd. Via de hogesnelheidslijnen wordt de reistijd naar Straatsburg twee uur korter. Vanuit Straatsburg is Zwitserland te bereiken. Om het verlies van de EuroCity op de lijn Brussel - Luxemburg op te vangen rijden er twee extra Intercity's tussen beide steden.